# Giovanni Domenico Orsi
Giovanni Domenico Orsi, někdy také de Orsini (1633 nebo 1634 Vídeň – 14. července 1679 Praha), byl italský architekt a stavitel, který se podílel na mnoha raně barokních církevních i občanských stavbách a přestavbách v Praze a v českých zemích vůbec. Patřil mezi významné osobnosti, které ovlivnily barokní architekturu Prahy v 17. století. Byl vrstevníkem slavných architektů jako byli Carlo Lurago, Francesco Caratti nebo Jean Baptiste Mathey.

## Život
V Čechách pracoval už jeho otec, Giovanni Battista Orsi, který byl usedlý ve Víádni. Zúčastnil se na stavbě Pržské Lorety v roce 1626. Giovanni Domenico se narodil ve Vídni a jeho otec záhy zemřel. Není známo, kde syn získal stavitelské vzdělání. V Praze začal pracovat ve svých dvaceti letech.
Giovanni Domenico pracoval zprvu pod vedením Carla Luraga, později se osamostatnil a stavěl zejména ve službách královského místodržícího a nejvyššího purkrabího Bernarda Ignáce Jana z Martinic a jezuitského řádu. Podílel se na stavbě hradčanských a malostranských hradeb a navrhl i opevnění Chebu. Byl to velmi sebevědomý a cílevědomý muž, přesto se celý život cítil nedoceněný. Velmi se snažil získat uznání slavnějších stavitelů. Stála za ním silná italská komunita a tak byl v roce 1675 zvolen rektorem náboženské kongregace zasvěcené Nanebevzetí panny Marie. Jeho slibná kariéra skončila v pouhých 45 letech, kdy se pravděpodobně stal obětí morové epidemie. Když roku 1679 zemřel, živnost po něm převzala jeho vdova Anna Ludmila.

## Významné stavby

### Profesní dům

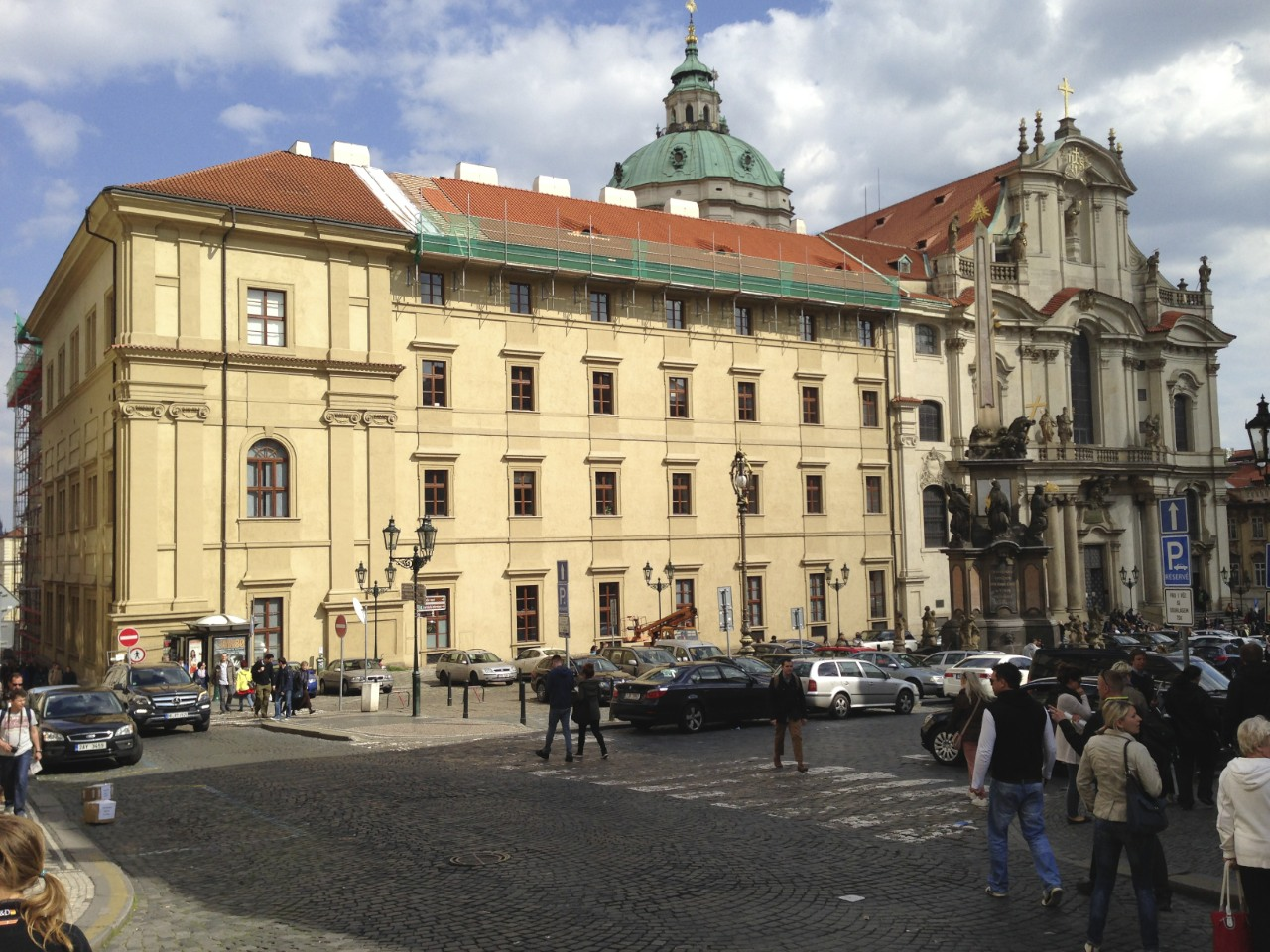
Profesní dům

Profesní dům na Malostranském náměstí je jednou z nejvýznamnějších staveb postavených podle plánů Giovanniho Domenica Orsiho. Jezuité zakoupili zastavěný pozemek na Malostranském náměstí již v roce 1625. Budovy nechali srovnat se zemí a po získání potřebných financí až v roce 1673 vypsali soutěž na plánovanou stavbu. V ní zvítězil Giovanni Domenico Orsi, který porazil i slavného Francesca Carattiho.
Orsi nemohl plně uplatnit svůj talent, neboť podle požadavku generála jezuitského řádu měla být stavba skromná a nenápadná. Byla určena pro vzdělance, učence a představitele jezuitského řádu. Uprostřed náměstí tak vznikla mohutná trojkřídlá budova s nevýraznou fasádou. Toho se však Giovanni Domenico Orsi nedožil a stavbu za něj dokončil Francesco Lurago.

### Kolowratský palác

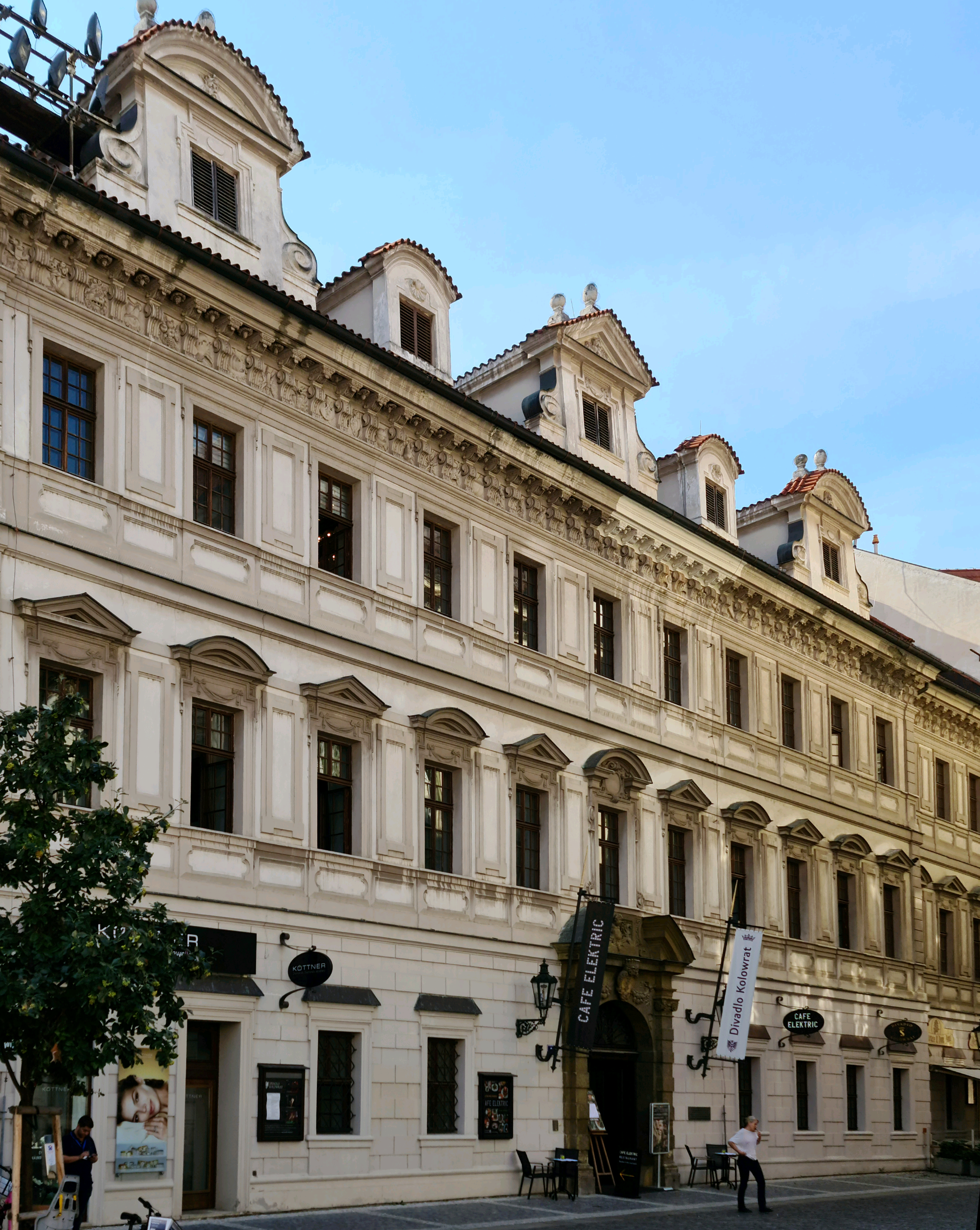
Kolowratský palác

Další významnou zakázkou Giovaniho Domenica Orsiho byla stavba Kolowratského paláce na Ovocném trhu. Stavba probíhala v letech 1670 - 1697 a podle plánů vznikl čtyřkřídlý palác se stájemi, ohradou pro kočáry, truhlářskou dílnou a zahradou. Architektura paláce byla promyšlená a ukazovala na profesionalitu svého stavitele. Do dneška se dochovalo pouze vstupní křídlo, raně barokní klenby v přízemí a malované trámové stropy v prvním patře. Před palácem se nacházel rozlehlý prázdný prostor, který umocňoval pohled na zdobnou fasádu. Po výstavbě Stavovského divadla byl palác zčásti zastíněn.

### Teologický sál Strahovské knihovny

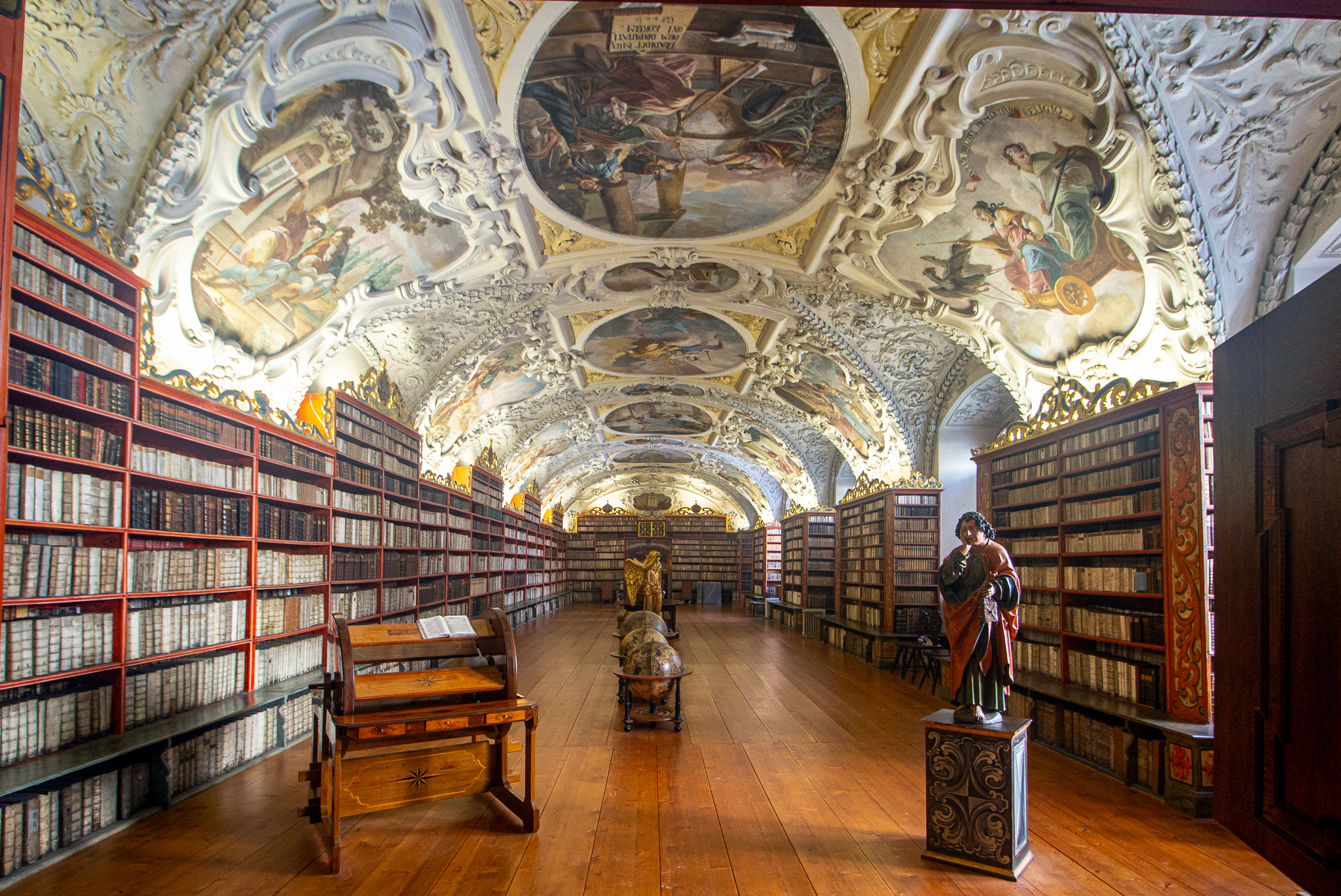
Teologický sál Strahovské knihovny

Nejstarší část dnešní Strahovské knihovny, Teologický sál, vznikl v letech 1671-1674 podle návrhu a pod vedením Giovaniho Domenica Orsiho. Je to jeho nejvýznamnější samostatné a dokončené dílo. Přestavba románského křídla konventu premonstrátského kláštera na Strahově probíhala v letech 1671-1674. Schvalování projektu a bourání trvalo déle než samotná stavba.
Architekt mimo jiné navrhl zdobená štuková pole, která byla vymalována freskami. Na těchto 25 výsečí namaloval řeholník Siard Nosecký v letech 1721-1727 základní myšlenky pravé moudrosti. Obrazy znázorňují staré latinské citáty: například "Lepší je nabýt vědění než stříbra", "Lepší je moudrost než síla", "Vědění je namáhavé, ale užitečné".

## Stavby
- Děkanský kostel Povýšení sv. Kříže v Kadani od roku 1654
- Jezuitská rezidence s kostelem sv. Víta v Tuchoměřicích (od 1665)

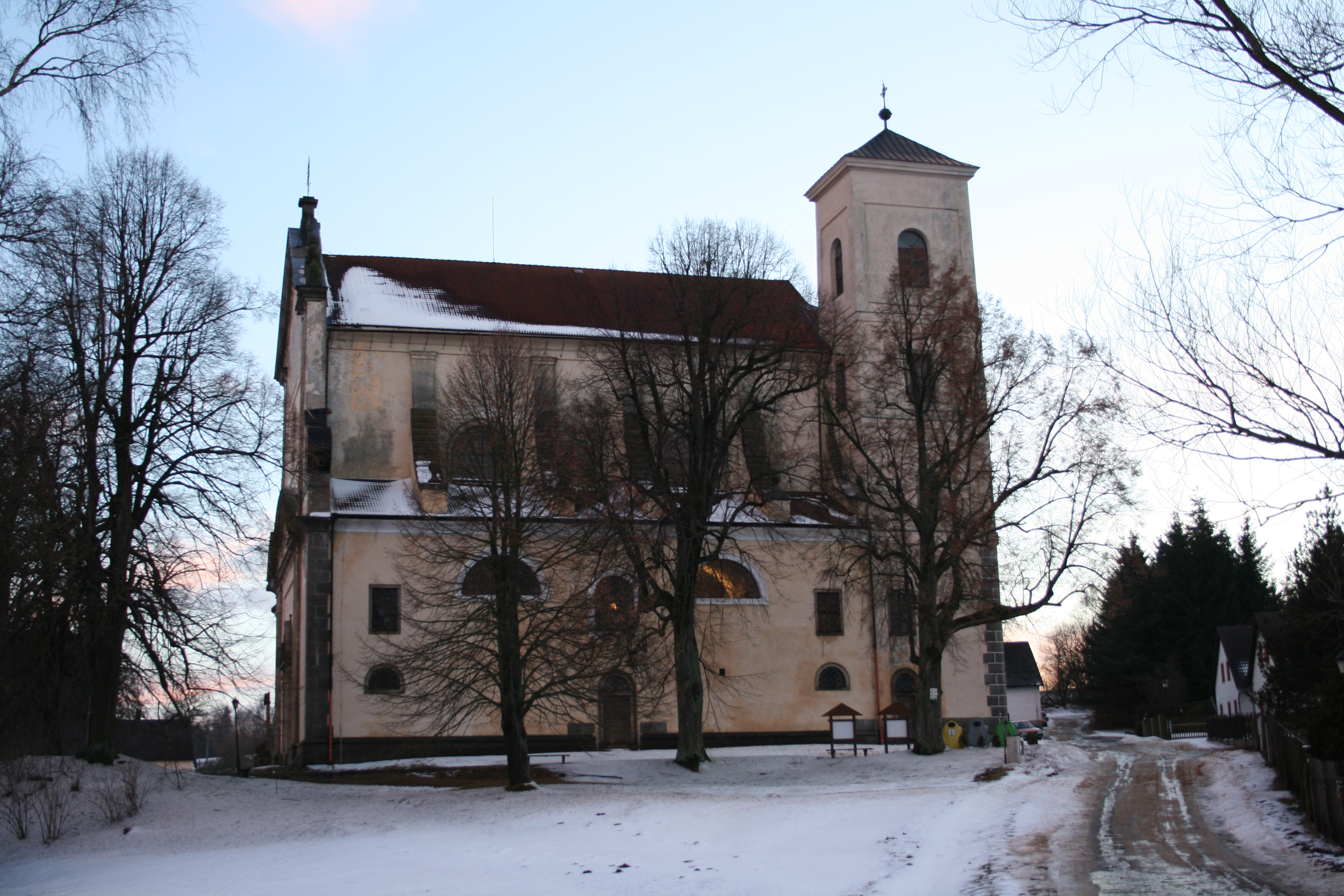
Kostel kláštera u Nové Bystřice

- Jezuitská kolej v Kutné Hoře (od 1667)
- Kostel Nejsvětější Trojice ve vsi Klášter u Nové Bystřice od roku 1668
- Teologický sál Strahovské knihovny (1671-1674)
- Jezuitský profesní dům na Malé Straně v Praze a začátky stavby kostela sv. Mikuláše
- Klášter karmelitánů na Starém Městě (většinou zbořený) a přestavba kostela sv. Havla
- Kostel Zvěstování Panny Marie v Ostrově nad Ohří
- Rozšíření Anenského kláštera na Starém Městě

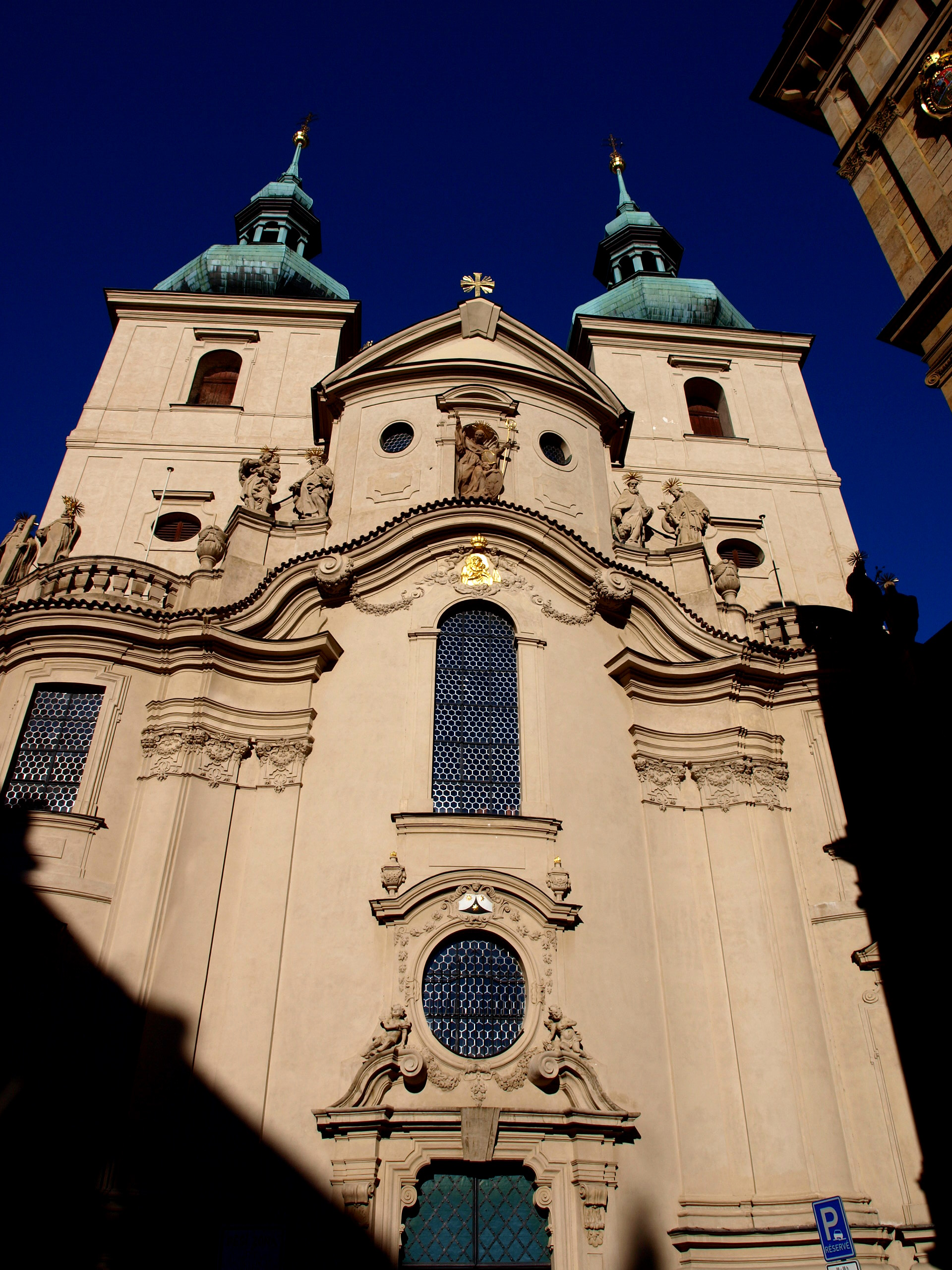
Kostel svatého Havla v Praze

- Dostavba katedrály sv. Štěpána v Litoměřicích
- Kolowratský palác na Ovocném trhu v Praze a mnoho dalších[4]